# Erwin Fichtner
Erwin Fichtner (ur. 12 stycznia 1912 w Żmigrodzie, zm. 24 marca 1943 w okolicach Tarnawatki) – SS-Oberscharführer, uczestnik akcji T4, członek personelu obozu zagłady w Bełżcu, w którym pełnił funkcję kwatermistrza, został zabity przez polskich partyzantów.

## Życiorys
Urodził się w Trachenbergu na Dolnym Śląsku (ob. Żmigród). Z zawodu był policjantem. Był także członkiem SS w randze Oberscharführera. W 1939 roku został przydzielony do personelu akcji T4, czyli tajnego programu eksterminacji osób psychicznie chorych i niepełnosprawnych umysłowo. Służył w „ośrodku eutanazji” w Bernburgu jako kucharz.
Jako jeden z pierwszych weteranów akcji T4 został przeniesiony do okupowanej Polski, aby wziąć udział w eksterminacji Żydów. Na początku 1942 roku rozpoczął służbę w obozie zagłady w Bełżcu. Pełnił tam funkcję kwatermistrza. Do jego zadań należało między innymi sprawowanie pieczy nad zrabowanymi pieniędzmi i kosztownościami. Zdaniem Roberta Kuwałka jest prawdopodobne, iż to Fichtner był „kasjerem” rezydującym w obozowej rozbieralni, odpowiedzialnym za odbieranie pieniędzy i kosztowności od Żydów prowadzonych do komór gazowych. Zachowane niemieckie dokumenty wskazują ponadto, że w czerwcu 1942 roku został wysłany do getta warszawskiego, aby zabrać stamtąd cegły potrzebne do budowy nowych, bardziej wydajnych komór gazowych.
24 marca 1943 roku został zabity przez polskich partyzantów na drodze nieopodal Tarnawatki. Był jednym z dwóch członków załogi Bełżca, którzy zginęli pełniąc służbę w obozie. Został pochowany na niemieckim cmentarzu wojskowym w Tomaszowie Lubelskim. W latach 90. szczątki pogrzebanych tam osób przeniesiono na niemiecki cmentarz wojskowy w Przemyślu, a nazwisko Fichtnera zamieszczono na znajdującym się tam pomniku.